# Kurt Melcher
Kurt Melcher, född 8 juli 1881 i Dortmund, död 14 oktober 1970 i Berlin, var en tysk förvaltningsjurist och medlem av Deutsche Volkspartei (DVP). Han var Berlins polispresident mellan 1932 och 1933 och Oberpräsident för provinsen Sachsen under några månader 1933.

## Biografi
Melcher växte upp i Dortmund och studerade juridik vid Tübingens universitet, där han från 1899 tillhörde studentcorpsen Corps Suevia Tübingen. Efter att ha disputerat arbetade han som domare i Herne. Från 1919 till 1932 var han polischef i staden Essen och utsågs efter Preussenschlag i juli 1932 för en kort tid till den avsatte Albert Grzesinskis ersättare som Berlins polispresident. Den 15 februari 1933 ersattes han på posten av nazistpolitikern och före detta konteramiralen Magnus von Levetzow.
Melcher utsågs 1933 till Oberpräsident i den preussiska provinsen Sachsen med säte i Magdeburg, men blev under sensommaren samma år tvungen att åter lägga ned ämbetet och ersattes då av Curt von Ulrich (NSDAP). 
Från 1933 till 1944 tillhörde han det preussiska statsrådet och fungerade fram till 1945 som ansvarig förvaltare inom statsförvaltningen. Melcher var från 1937 dessutom ansvarig kommissarie för införlivandet av delstaten Fria och Hansestaden Lübeck i Fristaten Preussen enligt Stor-Hamburg-lagen.